# Juan Carlos García Barahona
Juan Carlos García Barahona (Tela, 8 marzo 1988 – Tegucigalpa, 8 gennaio 2018) è stato un calciatore honduregno, di ruolo difensore.

## Biografia
Il 16 febbraio 2015 viene annunciato che soffre di leucemia, malattia a seguito della quale muore nel gennaio 2018 all'età di 29 anni.

## Caratteristiche tecniche
Il suo ruolo naturale è quello di terzino sinistro, ma può essere schierato anche a centrocampo.

## Carriera

### Marathón
Comincia a giocare in patria, al Marathón.

### Olimpia
Il 12 luglio 2010, è stato annunciato che García sarebbe passato al CD Olimpia con un trasferimento gratuito.
Ha fatto la sua prima apparizione per il club nella Liga Nacional de Fútbol de Honduras contro l'Hispano in una vittoria per 2–0.
García è stato duramente criticato dai seguaci del club nelle due finali della Liga Nacional de Fútbol de Honduras in cui ha giocato. L'11 dicembre 2010, nella finale di ritorno contro il Real España nell'Apertura, Juan Carlos García è stato espulso al 78º minuto della partita dopo aver colpito con la testa Mario Martinez, il che ha portato il Real España a vincere 2–1 ai tempi supplementari. Il 15 maggio 2010, nella finale di ritorno contro il CD Olimpia nella Clausura, Amado Guevara ha tirato in porta da fuori area, ma Juan Carlos García ha deviato con un colpo di testa che è finito nella propria rete, il che ha significato che il Motagua ha vinto il campionato con una vittoria per 3–1.

### Wigan Athletic
Il 26 luglio 2013, García ha firmato un contratto triennale con il Wigan Athletic. Ha fatto il suo debutto per il club il 24 settembre, partendo come titolare in una sconfitta esterna per 5–0 in un incontro del terzo turno della Football League Cup contro il Manchester City. García non ha fatto ulteriori apparizioni in quella stagione, l'unico momento in cui è stato inserito nella rosa della partita è stato come sostituto in una partita di Championship il 6 ottobre, una vittoria casalinga per 2–1 contro il Blackburn Rovers.
Il 10 agosto 2014, García è passato al CD Tenerife, squadra della Segunda División spagnola, con un prestito della durata di una stagione. Due settimane dopo è stato incluso in una rosa della partita per l'unica volta, una sconfitta per 1–0 in trasferta contro la SD Ponferradina nella giornata inaugurale. È tornato al Wigan l'8 gennaio 2015, senza aver fatto nessuna apparizione per il club. È stato svincolato dal Wigan al termine della stagione 2015-2016 e successivamente si è ritirato.

### Nazionale
Ha debuttato in nazionale l'11 luglio 2009, in Honduras-Grenada (4-0). Ha messo a segno la sua prima rete con la maglia della nazionale il 6 febbraio 2013, in Honduras-Stati Uniti (2-1), in cui ha messo a segno la rete del momentaneo 1-1. Ha partecipato, con la nazionale, alla Gold Cup 2009.
Ha collezionato in totale, con la maglia della nazionale, 39 presenze e una rete.

## Statistiche

### Cronologia presenze e reti in nazionale
| Cronologia completa delle presenze e delle reti in nazionale ― Honduras | Cronologia completa delle presenze e delle reti in nazionale ― Honduras | Cronologia completa delle presenze e delle reti in nazionale ― Honduras | Cronologia completa delle presenze e delle reti in nazionale ― Honduras | Cronologia completa delle presenze e delle reti in nazionale ― Honduras | Cronologia completa delle presenze e delle reti in nazionale ― Honduras | Cronologia completa delle presenze e delle reti in nazionale ― Honduras | Cronologia completa delle presenze e delle reti in nazionale ― Honduras |
| Data                                                                    | Città                                                                   | In casa                                                                 | Risultato                                                               | Ospiti                                                                  | Competizione                                                            | Reti                                                                    | Note                                                                    |
| ----------------------------------------------------------------------- | ----------------------------------------------------------------------- | ----------------------------------------------------------------------- | ----------------------------------------------------------------------- | ----------------------------------------------------------------------- | ----------------------------------------------------------------------- | ----------------------------------------------------------------------- | ----------------------------------------------------------------------- |
| 11-7-2009                                                               | Foxborough                                                              | Honduras                                                                | 4 – 0                                                                   | Grenada                                                                 | Gold Cup 2009 - 1º turno                                                | -                                                                       | 46’                                                                     |
| 4-9-2010                                                                | Los Angeles                                                             | Honduras                                                                | 2 – 2                                                                   | El Salvador                                                             | Amichevole                                                              | -                                                                       | 83’                                                                     |
| 7-9-2010                                                                | Montreal                                                                | Canada                                                                  | 2 – 1                                                                   | Honduras                                                                | Amichevole                                                              | -                                                                       | 69’                                                                     |
| 18-12-2010                                                              | San Pedro Sula                                                          | Honduras                                                                | 2 – 1                                                                   | Panama                                                                  | Amichevole                                                              | -                                                                       | 84’                                                                     |
| 14-1-2011                                                               | Panama                                                                  | Costa Rica                                                              | 1 – 1                                                                   | Honduras                                                                | Coppa centroamericana 2011 - 1º turno                                   | -                                                                       |                                                                         |
| 18-1-2011                                                               | Panama                                                                  | Guatemala                                                               | 1 – 3                                                                   | Honduras                                                                | Coppa centroamericana 2011 - 1º turno                                   | -                                                                       | 36’                                                                     |
| 21-1-2011                                                               | Panama                                                                  | Honduras                                                                | 2 – 0                                                                   | El Salvador                                                             | Coppa centroamericana 2011 - Semifinale                                 | -                                                                       |                                                                         |
| 23-1-2011                                                               | Panama                                                                  | Honduras                                                                | 2 – 1                                                                   | Costa Rica                                                              | Coppa centroamericana 2011 - Finale                                     | -                                                                       |                                                                         |
| 10-6-2011                                                               | Miami                                                                   | Honduras                                                                | 7 – 1                                                                   | Grenada                                                                 | Gold Cup 2011 - 1º turno                                                | -                                                                       |                                                                         |
| 13-6-2011                                                               | Harrison                                                                | Honduras                                                                | 0 – 1                                                                   | Giamaica                                                                | Gold Cup 2011 - 1º turno                                                | -                                                                       |                                                                         |
| 18-6-2011                                                               | East Rutherford                                                         | Costa Rica                                                              | 1 – 1 dts (2 – 4 dtr)                                                   | Honduras                                                                | Gold Cup 2011 - Quarti di finale                                        | -                                                                       |                                                                         |
| 23-6-2011                                                               | Houston                                                                 | Honduras                                                                | 0 – 2 dts                                                               | Messico                                                                 | Gold Cup 2011 - Semifinale                                              | -                                                                       | 75’                                                                     |
| 12-4-2012                                                               | San José                                                                | Costa Rica                                                              | 1 – 1                                                                   | Honduras                                                                | Amichevole                                                              | -                                                                       |                                                                         |
| 26-5-2012                                                               | Dallas                                                                  | Nuova Zelanda                                                           | 1 – 0                                                                   | Honduras                                                                | Amichevole                                                              | -                                                                       | 60’                                                                     |
| 12-6-2012                                                               | Toronto                                                                 | Canada                                                                  | 0 – 0                                                                   | Honduras                                                                | Qual. Mondiali 2014                                                     | -                                                                       |                                                                         |
| 7-9-2012                                                                | L'Avana                                                                 | Cuba                                                                    | 0 – 3                                                                   | Honduras                                                                | Qual. Mondiali 2014                                                     | -                                                                       | 15’                                                                     |
| 16-10-2012                                                              | San Pedro Sula                                                          | Honduras                                                                | 8 – 1                                                                   | Canada                                                                  | Qual. Mondiali 2014                                                     | -                                                                       | 74’                                                                     |
| 18-1-2013                                                               | San José                                                                | El Salvador                                                             | 1 – 1                                                                   | Honduras                                                                | Coppa centroamericana 2013 - 1º turno                                   | -                                                                       | 43’                                                                     |
| 22-1-2013                                                               | San José                                                                | Panama                                                                  | 1 – 1                                                                   | Honduras                                                                | Coppa centroamericana 2013 - 1º turno                                   | -                                                                       |                                                                         |
| 25-1-2013                                                               | San José                                                                | Honduras                                                                | 1 – 0                                                                   | Belize                                                                  | Coppa centroamericana 2013 - Semifinale                                 | -                                                                       |                                                                         |
| 28-1-2013                                                               | San José                                                                | Costa Rica                                                              | 1 – 0                                                                   | Honduras                                                                | Coppa centroamericana 2013 - Finale                                     | -                                                                       | 70’                                                                     |
| 6-2-2013                                                                | San Pedro Sula                                                          | Honduras                                                                | 2 – 1                                                                   | Stati Uniti                                                             | Qual. Mondiali 2014                                                     | 1                                                                       |                                                                         |
| 26-3-2013                                                               | Panama                                                                  | Panama                                                                  | 2 – 0                                                                   | Honduras                                                                | Qual. Mondiali 2014                                                     | -                                                                       |                                                                         |
| 2-6-2013                                                                | New York                                                                | Israele                                                                 | 2 – 0                                                                   | Honduras                                                                | Amichevole                                                              | -                                                                       |                                                                         |
| 7-6-2013                                                                | San José                                                                | Costa Rica                                                              | 1 – 0                                                                   | Honduras                                                                | Qual. Mondiali 2014                                                     | -                                                                       | 72’                                                                     |
| 11-6-2013                                                               | Tegucigalpa                                                             | Honduras                                                                | 2 – 0                                                                   | Giamaica                                                                | Qual. Mondiali 2014                                                     | -                                                                       | 85’                                                                     |
| 8-7-2013                                                                | Harrison                                                                | Haiti                                                                   | 0 – 2                                                                   | Honduras                                                                | Gold Cup 2013 - 1º turno                                                | -                                                                       |                                                                         |
| 12-7-2013                                                               | Miami                                                                   | Honduras                                                                | 1 – 0                                                                   | El Salvador                                                             | Gold Cup 2013 - 1º turno                                                | -                                                                       |                                                                         |
| 15-7-2013                                                               | Houston                                                                 | Honduras                                                                | 0 – 2                                                                   | Trinidad e Tobago                                                       | Gold Cup 2013 - 1º turno                                                | -                                                                       | 51’                                                                     |
| 21-7-2013                                                               | Baltimora                                                               | Honduras                                                                | 1 – 0                                                                   | Costa Rica                                                              | Gold Cup 2013 - Quarti di finale                                        | -                                                                       |                                                                         |
| 24-7-2013                                                               | Salt Lake City                                                          | Stati Uniti                                                             | 3 – 1                                                                   | Honduras                                                                | Gold Cup 2013 - Semifinale                                              | -                                                                       |                                                                         |
| 11-10-2013                                                              | San Pedro Sula                                                          | Honduras                                                                | 1 – 0                                                                   | Costa Rica                                                              | Qual. Mondiali 2014                                                     | -                                                                       | 78’                                                                     |
| 16-11-2013                                                              | Miami                                                                   | Honduras                                                                | 0 – 5                                                                   | Brasile                                                                 | Amichevole                                                              | -                                                                       | 72’                                                                     |
| 20-11-2013                                                              | New York                                                                | Ecuador                                                                 | 2 – 2                                                                   | Honduras                                                                | Amichevole                                                              | -                                                                       | 81’                                                                     |
| 29-5-2014                                                               | Washington                                                              | Honduras                                                                | 0 – 2                                                                   | Turchia                                                                 | Amichevole                                                              | -                                                                       | 81’                                                                     |
| 1-6-2014                                                                | Houston                                                                 | Honduras                                                                | 2 – 4                                                                   | Israele                                                                 | Amichevole                                                              | -                                                                       |                                                                         |
| 7-6-2014                                                                | Miami Gardens                                                           | Inghilterra                                                             | 0 – 0                                                                   | Honduras                                                                | Amichevole                                                              | -                                                                       | 87’                                                                     |
| 20-6-2014                                                               | Curitiba                                                                | Honduras                                                                | 1 – 2                                                                   | Ecuador                                                                 | Mondiali 2014 - 1º Turno                                                | -                                                                       | 46’                                                                     |
| 25-6-2014                                                               | Manaus                                                                  | Honduras                                                                | 0 – 3                                                                   | Svizzera                                                                | Mondiali 2014 - 1º turno                                                | -                                                                       |                                                                         |
| Totale                                                                  |                                                                         | Presenze                                                                | 39                                                                      |                                                                         | Reti                                                                    | 1                                                                       |                                                                         |

## Palmarès

### Club

#### Competizioni nazionali
- Football League One: 1

Wigan: 2015-2016